# Paul Drude

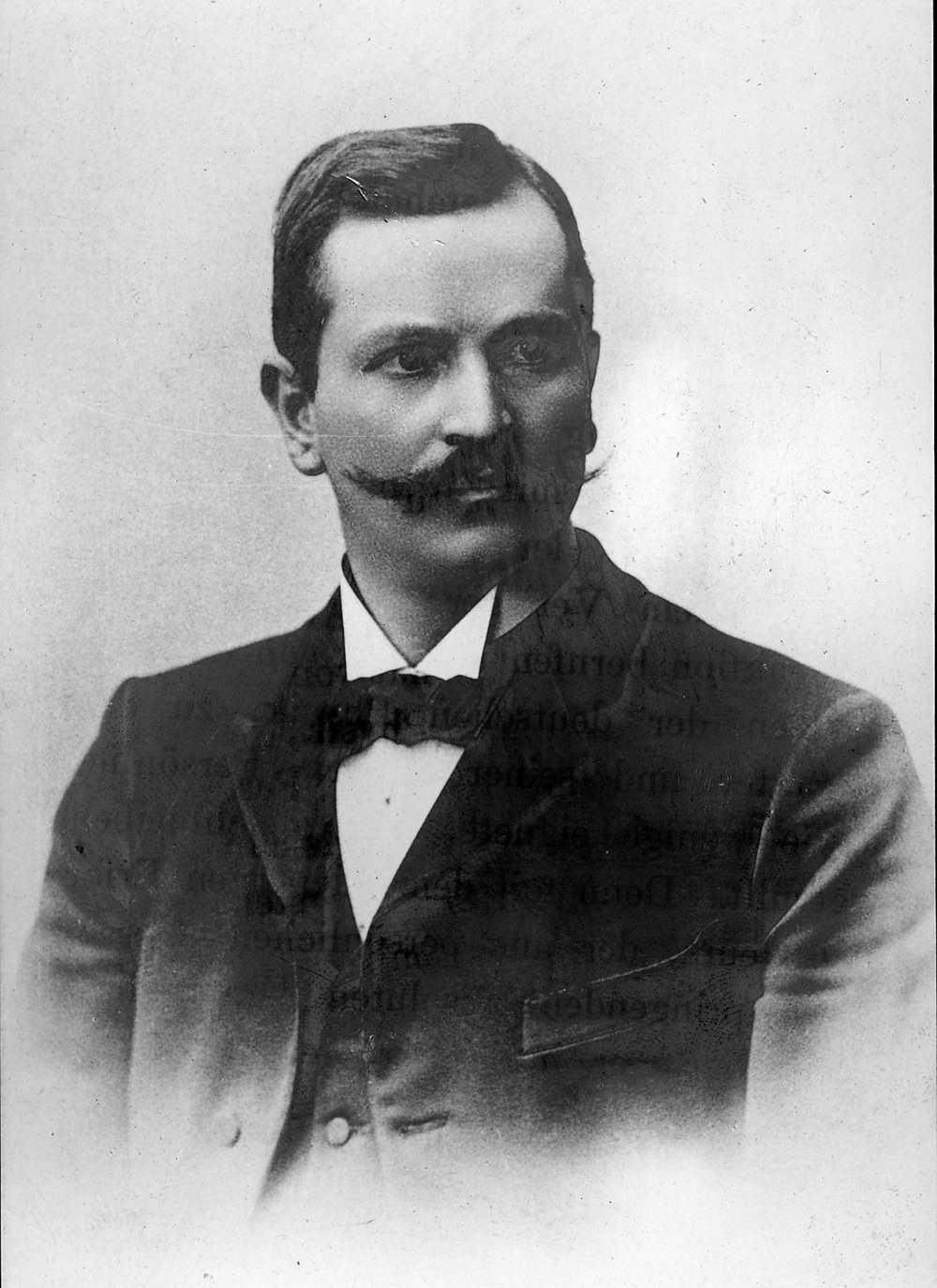
Paul Drude

Paul Karl Ludwig Drude (* 12. Juli 1863 in Braunschweig; † 5. Juli 1906 in Berlin) war ein deutscher Physiker.

## Leben und Werk
Paul Drude war der Sohn des Braunschweiger Arztes Carl Drude und Halbbruder des Botanikers Oscar Drude. Er studierte zunächst Mathematik in Göttingen, Freiburg im Breisgau und Berlin, wechselte dann aber, unter Einfluss von Woldemar Voigt, zur Physik. Bei Voigt schrieb Drude 1887 seine Dissertation mit dem Titel Über die Reflexion und Brechung des Lichtes an der Grenze absorbierender Kristalle. 1890 habilitierte Drude sich, 1894 wurde er außerordentlicher Professor in Leipzig; im gleichen Jahr heiratete er Emilie Regelsberger, Tochter eines Göttinger Juristen. Im Jahre 1900 wurde er Herausgeber der Annalen der Physik, der damals bedeutendsten physikalischen Fachzeitschrift. 1900 bis 1905 war er Ordinarius für Physik an der Universität Gießen, 1905 wurde er zum Direktor des Physikalischen Institutes der Universität Berlin berufen. Eine Woche nach der Aufnahme in die Preußische Akademie der Wissenschaften erschoss sich Drude aus ungeklärten Gründen. Er hinterließ eine Frau und vier Kinder.
Drudes wissenschaftliche Arbeit begann mit theoretischen wie auch experimentellen Untersuchungen der optischen Eigenschaften von Kristallen sowie der Natur des Lichtes selbst. Während Woldemar Voigt noch ganz in mechanistischen, äther-basierten Vorstellungen der Lichtausbreitung verhaftet war, setzte sich Drude mit der neuen elektromagnetischen Theorie Maxwells auseinander. Zunächst stellte er fest, dass beide Theorien zu denselben Differentialgleichungen führten, so dass es vom rein praktischen Standpunkt keine Bedeutung hatte, welche Theorie man bevorzugte. In dieser Phase seiner Arbeit schrieb er sein erstes Buch, Physik des Äthers auf elektromagnetischer Grundlage (1894). Da sich aber viele Fragestellungen mittels der elektromagnetischen Theorie leichter untersuchen ließen, entwickelte sich Drude allmählich doch zu einem ihrer Anhänger. Ferner hatte er die Hoffnung, mittels der elektromagnetischen Theorie optische und elektrische Eigenschaften von Stoffen gemeinsam erklären zu können als Ergebnis der Wechselwirkung elektromagnetischer Felder mit den in den Stoffen enthaltenen elektrischen Ladungen.
In Leipzig verglich Drude in umfangreichen Versuchsreihen Leitfähigkeit, Absorptionsvermögen (bezüglich Zentimeterwellen) und dielektrische Eigenschaften zahlreicher Lösungen; er fand in vielen Fällen ein weit höheres Absorptionsvermögen als es gemäß der Leitfähigkeit zu erwarten gewesen wäre. Als Ursache konnte er selektive Absorption durch OH-Gruppen (Hydroxygruppen) in den in der Lösung enthaltenen Molekülen identifizieren – damit hatte er eine spektroskopische Methode zum Nachweis von OH-Gruppen entdeckt. Im Jahre 1900 veröffentlichte er sein zweites Buch, das Lehrbuch der Optik, welches schon zwei Jahre später in englischer Übersetzung erschien.
In Gießen entwickelte Drude eine Theorie der Elektronen in Metallen (siehe Drude-Theorie), welche er, unter Verwendung von Begriffen der klassischen Thermodynamik, als „Elektronen-Gas“ modellierte; diese Arbeit erfolgte parallel zu ähnlichen Bemühungen seitens Lorentz’, Thomsons und Rieckes. Indem er mittels dieser Theorie elektrische und thermische Leitfähigkeit untersuchte, fand er, dass bei gegebener Temperatur das Verhältnis von elektrischer und thermischer Leitfähigkeit für alle Metalle gleich sein sollte. Diese Vorhersage stimmte annähernd, wenn auch nicht exakt, mit den experimentellen Resultaten überein. Weitere ähnliche Teilerfolge zeigten, dass die Theorie zumindest einige Aspekte der Elektrizität korrekt erfasste, wodurch schließlich der Weg zur modernen Theorie des Elektrons geebnet wurde.
Zur Entwicklung dieser Theorie trugen seine Messungen mit polarisiertem Licht stark bei, weshalb er heute allgemein als Erfinder der Ellipsometrie angesehen wird.
Im Jahr 1905 wurde Drude als Ordinarius und Institutsdirektor an das physikalische Institut der Friedrich-Wilhelm-Universität berufen. Im gleichen Jahr (27. April) wurde er als Mitglied der Preußischen Akademie der Wissenschaften vorgeschlagen. Am 28. Juni 1906 (7 Tage vor seinem Tod durch Suizid) hielt er dort seine Antrittsrede.
Es wird gelegentlich spekuliert, ob sich in dieser Rede Hinweise auf Probleme finden, die ihn zum Selbstmord getrieben haben könnten. In jedem Fall beklagt er, wie hektisch die Naturwissenschaften in der Boomphase um die Jahrhundertwende geworden seien:

„Wie es auch die größte Freude macht, in solchem Zeitpunkt des intensivsten Aufschwungs der eigenen wissenschaftlichen Disziplin zu leben, wo es eine Überfülle von Aufgaben gibt, die sich der Bearbeitung darbieten, so wird dadurch doch eine Hast in der wissenschaftlichen Forschung provoziert, welche der beschaulichen Ruhe, mit der noch vor wenigen Jahrzehnten mancher Gelehrte seine Probleme im Laboratorium, am Schreibtisch und in freier Natur ausreifen lassen konnte, diametral entgegensteht, […]“

## Sonstiges
Nach Paul Drude wurden benannt
- Die Drude-Theorie, das klassische Modell des Ladungstransports in Metallen.
- Das 1992 gegründete Paul-Drude-Institut für Festkörperelektronik in Berlin.
- Der Verein Arbeitskreis Ellipsometrie Paul Drude e. V., der 2005 gegründet wurde[3]
- Drude, ein Mondkrater.